# Crematogaster baduvi
Crematogaster baduvi är en myrart som beskrevs av Auguste-Henri Forel 1912. Crematogaster baduvi ingår i släktet Crematogaster och familjen myror. Inga underarter finns listade i Catalogue of Life.